# 范猷
范猷（越南语：／，？—1209年）是越南李朝的一位将领。
范猷在李高宗在位期间担任上品奉御之职。1207年，段尚、段主造反，李高宗派谭以蒙、范秉彛等率兵前去讨伐。段尚向范猷行贿，并请求以其部众归附范猷。范猷因此为段尚辩护，使得谭以蒙等被召回。于是谭以蒙、范秉彛与范猷有隙。
1208年（治平龙应四年），范猷被任命为知乂安州军事。范猷声称天下动乱，要求李高宗准许他招募壮勇以自保，李高宗同意了。于是范猷招募亡命之徒，公然抢劫百姓。周围强盗纷纷归附，俨然自成一方势力。李高宗派范秉彛前去讨伐，于翌年击败范猷，范猷逃往烘。范秉彛籍没其家产、焚毁家宅，使得双方矛盾激化。
范猷派人至昇龍，向朝廷官员行贿，诬告范秉彛执法严苛、滥杀无辜。另一方面，自己向朝廷上表，要求入朝伸冤。李高宗听信其言，派祇侯奉御陳馨令其来京觐见，又召范秉彛回京。范猷抢先一步到达京城会见李高宗，并进献谗言告发范秉彛，使得李高宗甚为愤怒。范秉彛到达京城后，便与儿子范辅一起被逮捕，囚于水院。范秉彛的部将郭卜得知后，率兵攻入皇城。李高宗急忙召见范秉彛。范秉彛父子在途中遇上范猷及其弟弟范京，范猷兄弟用御枪将他们杀害。
随后，范猷跟随李高宗出奔归化江（洮江，在今越南富寿省三农县北），皇太子李旵（即后来的李惠宗）逃亡海邑（今兴仁县）。郭卜占据京城，立皇次子李忱为帝。
顺流、快两地之人效忠范秉彛，听闻其被杀，图谋复仇。李高宗派范猷去烘路训练军士，准备讨伐顺流。烘人前来迎接，但范猷与天极公主私通，因而延误了相约之期，使得其与烘人相失。范猷登船沿着水路而去，到达古州步时改走陆路。行至麻浪阿杲社，被北江人阮耨、阮乃抓获，送至李旵处，将其处死。